# 제넨텍
제넨텍(Genentech, Inc.)은 미국 캘리포니아주 사우스샌프란시스코에 본사를 둔 미국의 생명공학기술 코퍼레이션이다. 2009년에 로슈의 독립 자회사가 되었다. 제넨텍 연구 및 초기 개발은 로슈 내에서 독립 센터로 운영된다. 역사적으로 이 회사는 세계 최초의 생명공학 회사로 간주된다.
2021년 7월 기준으로 제넨텍의 직원 수는 13,539명이다.